# Giovanni Battista Foggini
Giovanni Battista Foggini (* 25. April 1652 in Florenz; † 12. April 1725 ebenda) war ein italienischer Bildhauer und Architekt des Spätbarocks.

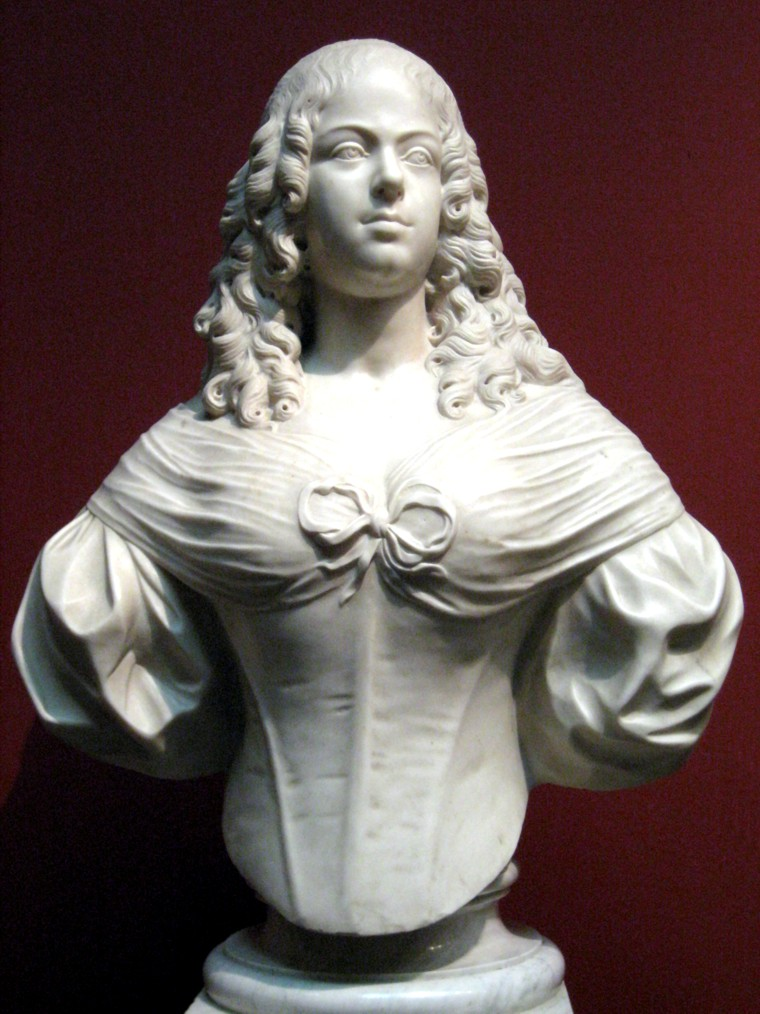
Büste der Vittoria della Rovere, Puschkin-Museum, Moskau

## Leben
Seine Eltern waren Agnolo Foggini und Isabella Sercetti. Er wurde zuerst bei zwei Malern nacheinander in die Lehre gegeben (Jacopo Giorgi und Vincenzo Dandini), er zeigte aber bald eine größere Neigung zur Skulptur. Im Jahr 1673 wurde er vom jungen Großherzog der Toskana, Cosimo III. de’ Medici in die kurz zuvor errichtete Accademia Fiorentina in Rom zum Studieren geschickt. Dort blieb er drei Jahre zusammen mit Ercole Ferrata, ebenfalls ein Bildhauer des Spätbarocks.
Nach seiner Rückkehr im Jahr 1676 stand er weiter unter der Protektion der Medici. 1687 wurde er Hofbildhauer und bald darauf auch Hofarchitekt. Er fertigte eine große Zahl von Porträtbüsten für die Medici und andere wichtige Persönlichkeiten von Florenz. Außerdem stattete er etliche Kirchen mit Reliefs aus. Für die Medici errichtete er die Neufassung der Klosterkirche des Klosters San Bartolomeo di Buonsollazzo. Von ihm stammt das Grabmal des heiligen Franz Xaver in der Basílica do Bom Jesus in Alt-Goa. Foggini hatte auch einige Schüler, u. a. Balthasar Permoser, die nach seinem Tod seinen Stil weiterentwickelten.